# Jens Bjerre
Jens Bjerre (Maribo, 1921. március 16. – 2020. február 17.) dán utazó, író és filmrendező.

## Élete és munkássága
Újságírónak tanult, az Aftenbladet politikai szerkesztője volt 1943 és 1947 között. A német megszállás alatt a BOPA dán ellenállási csoportban tevékenykedett. 1947-től szabadúszó utazási újságíró volt.
1947-ben Dél-Afrikába utazott, ahol a Kalahári sivatagban megismerkedett a szanok (busmanok) kultúrájával. Később többször is visszatért oda, leforgatta a Kalahari című filmet, ami betekintést enged e nép rituáléiba.
Az 1960-as években Bjerre hosszabb időt töltött az ausztrál őslakosokkal az Északi területen.
1977-ben a Kalandozók Klubjának (The Adventurers' Club of Denmark) elnöke lett.
Útjai során számos trópusi betegséggel küzdött meg, ennek ellenére csaknem 99 évet élt.

## Tudományos tevékenysége
Útjait a londoni Brit Királyi Földrajzi Társasággal és a Dán Nemzeti Múzeummal együttműködve hajtotta végre a Kalahári-sivatagba és Ausztrália belsejébe. Részt vett az ausztrál kormány számos térképészeti expedíciójában Új-Guinea ismeretlen területein, ott gyűjtőmunkát végzett a koppenhágai Nemzeti Múzeum számára. Segített megszervezni a koppenhágai egyetem 1961–62-es a csendes-óceáni expedícióját és részt vett azon.
Előadásokat tartott Dánia egyetemein és múzeumaiban, valamint a Harvardon, a Yale és a Stanford egyetemeken az Egyesült Államokban, valamint a National Geographic Society-ben Washingtonban és a Királyi Földrajzi Társaságban Londonban. Felszólalt az 1964-es moszkvai nemzetközi antropológus kongresszuson is.

## Művei
Utazásairól cikkeket, riportokat írt számos dán és külföldi magazinnak és folyóiratnak, többek között a Life magazin, a Paris Match és az The Illustrated London News számára, valamint rádióriportokat küldött Afrikából a BBC London adásaihoz.
Öt könyvet jelentetett meg utazásairól és természeti emberekkel való találkozásairól, utolsó könyve az „Elveszett világok” című 2005-ös önéletrajz volt. Útjairól tucatnyi dokumentumfilmet is készített.

### Magyarul megjelent kötetei
- Az utolsó kannibálok. Fordította Szilágyi Imréné. Gondolat, 1962
- Kalahári : kőkori emberek az atomkorban. Fordította Balassa Klára. Gondolat, 1964
- Vad Új-Guinea. Fordította Sellő Edit Éva. Gondolat, 1973

## Fordítás
- Ez a szócikk részben vagy egészben  a   Jens Bjerre című dán Wikipédia-szócikk ezen változatának fordításán alapul.  Az eredeti cikk szerkesztőit annak laptörténete sorolja fel. Ez a jelzés csupán a megfogalmazás eredetét és a szerzői jogokat jelzi, nem szolgál a cikkben szereplő információk forrásmegjelöléseként.